# Dasyses rugosella
Dasyses rugosella är en fjärilsart som beskrevs av Henry Tibbats Stainton 1859. Dasyses rugosella ingår i släktet Dasyses och familjen äkta malar. Inga underarter finns listade i Catalogue of Life.